# Karaginski
Karaginski (russisch Карагинский) ist eine Insel in der gleichnamigen Bucht des Beringmeers im Fernen Osten Russlands, nordöstlich der Halbinsel Kamtschatka.

## Geographie
Die Fläche der Insel beträgt 2404 km², die Länge der Insel von Südwesten nach Nordosten etwa 100 km, die Breite maximal 27 km. Vom Festland wird sie im Westen durch die Lütkestraße getrennt, deren schmalste Stelle zwischen der Nehrung Kostroma auf dem Festland und der von Karaginski 13 km vorragenden und im Semjonow-Kap endenden Nehrung knapp 30 km misst. Die Westküste der Insel ist flach, die dem Ozean zugewandte Ostküste dagegen steil und felsig. Längs der Insel verlaufen mehrere parallele Bergketten, die in der 920 m hohen Wyssokaja („Hoher Berg“) gipfeln. Die Nordspitze der Insel bildet das Golenischtschew-Kap, die Südspitze das Krascheninnikow-Kap.
Administrativ gehört die Insel zum Rajon Karaginski der Region Kamtschatka (bis 2007 zum Autonomen Kreises der Korjaken). Die Insel ist nicht ständig bewohnt.

### Klima
Für das Klima der Insel sind kurze, kühle Sommer (Julimitteltemperatur +11,8 °C) und lange, verhältnismäßig milde (Januarmitteltemperatur −11 °C, dabei absolutes Minimum nur −18,9 °C) Winter charakteristisch. Die etwa sieben Monate andauernden Winter sind äußerst niederschlagsreich: Die Schneehöhen können fünf Meter erreichen.

## Flora und Fauna
Die Insel ist überwiegend von Tundra bedeckt, daneben wächst Zwergkiefern- und Erlenknieholz sowie vereinzelt Ebereschen und Birken.
Karaginski ist ein wichtiges Durchzugs- und Brutgebiet insbesondere für Wasservögel und daher eines der Ramsar-Gebiete Russlands. Die Insel gehört zum Verbreitungsgebiet des Riesenseeadlers.